# Xyrichtys rajagopalani
Xyrichtys rajagopalani là một loài cá biển thuộc chi Xyrichtys trong họ Cá bàng chài. Loài này được mô tả lần đầu tiên vào năm 1987.

## Từ nguyên
Từ định danh rajagopalani được đặt theo tên của V. Rajagopalan, người của Viện Thủy hải sản Trung ương Ấn Độ.

## Phạm vi phân bố và môi trường sống
X. rajagopalani có phạm vi phân bố giới hạn ở Bắc Ấn Độ Dương. Loài cá này hiện chỉ được tìm thấy ở vùng bờ biển phía tây nam Ấn Độ. X. rajagopalani sống gần các rạn san hô trên nền đáy cát.